# Хрбоки
Хрбоки (итал. Cherbochi је насељено место у саставу општине Барбан у Истарској жупанији, Хрватска. До територијалне реорганизације у Хрватској налазили су се у саставу старе општине Пула.

## Становништво
Према последњем попису становништва из 2011. године у насељу Хрбоки живело је 179 становника.
| година пописа  | 1857 | 1869 | 1880 | 1890 | 1900 | 1910 | 1921 | 1931 | 1948 | 1953 | 1961 | 1971 | 1981 | 1991 | 2001 | 2011 |
| бр. становника | 0    | 0    | 88   | 96   | 95   | 117  | 572  | 872  | 253  | 269  | 270  | 264  | 211  | 193  | 188  | 179  |

Напомена:У пописима 1857. 1869. подаци су садржани у насељу Ракаљ (општина Марчана), као и део података 1880. У 1921. и 1931. садржи податке за насеља Хрељићи, општина Марчана.